# Killeen
Killeen est une ville américaine du comté de Bell, au centre du Texas.
La population de la ville s'élevait à 145 482 habitants en 2017 sur une surface de 268 km2. C'est la ville principale de l'aire métropolitaine de Killeen-Temple-Fort Hood.
La ville a été créée en 1881 lorsque la compagnie de chemin de fer locale (Gulf, Colorado and Santa Fe Railway) étendit son réseau à travers le centre du Texas. Cette compagnie acheta alors un terrain et y construisit une ville qu'elle baptisa Killeen du nom de Frank P. Killeen, manageur général assistant. En 1942 la construction du camp militaire de Fort Hood transforma la ville dont la population ne cessa d'augmenter depuis
En 1991, lors de la fusillade du Luby's, un homme fait irruption dans un restaurant, et abat 23 personnes; c'est à l'époque la tuerie de masse la plus meurtrière aux États-Unis.

## Personnalités
Mike Stulce (1969-), champion olympique du lancer du poids en 1992.

## Démographie
| Groupe            | Killeen | Texas | États-Unis |
| ----------------- | ------- | ----- | ---------- |
| Blancs            | 45,1    | 70,4  | 72,4       |
| Afro-Américains   | 34,1    | 11,9  | 12,6       |
| Autres            | 8,0     | 10,5  | 6,2        |
| Métis             | 6,7     | 2,7   | 2,9        |
| Asiatiques        | 4,0     | 3,8   | 4,8        |
| Océaniens         | 1,4     | 0,1   | 0,2        |
| Amérindiens       | 0,8     | 0,7   | 0,9        |
| Total             | 100     | 100   | 100        |
|                   |         |       |            |
| Latino-Américains | 22,9    | 37,6  | 16,7       |

Selon l'American Community Survey pour la période 2011-2015, 77,89 % de la population âgée de plus de 5 ans déclare parler l'anglais à la maison, 15,64 % déclare parler l'espagnol, 1,60 % l'allemand, 1,41 % le coréen, 0,59 % le tagalog et 2,87 % une autre langue.

## Transports
Killeen possède un aéroport (Robert Gray AAF, code AITA : GRK).